# Nederweert
Nederweert (en limburgués: Ni-jwieërt) es un municipio y una localidad de la Provincia de Limburgo de los Países Bajos.

## Galeria

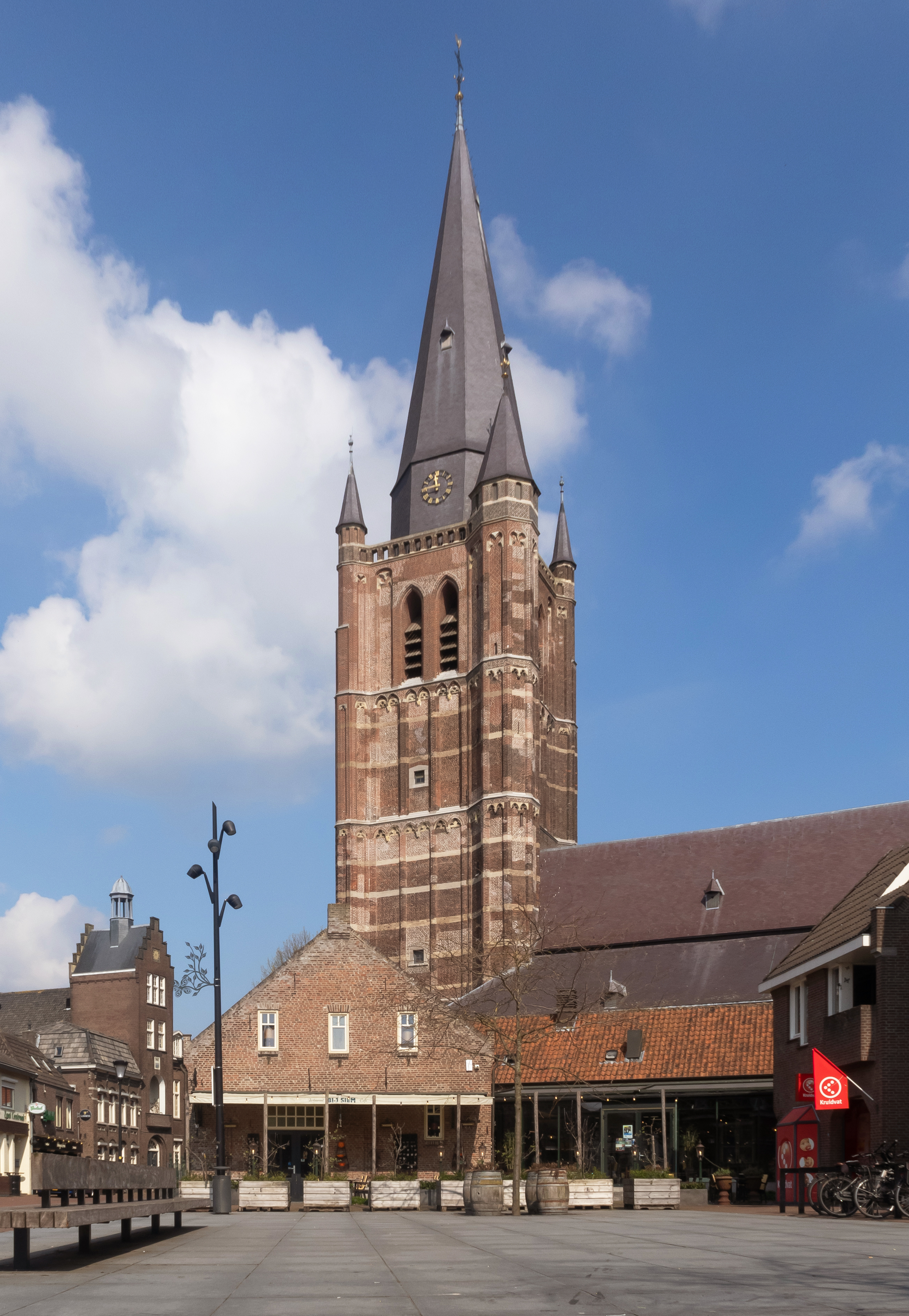
Nederweert, la iglesia: la Sint-Lambertuskerk
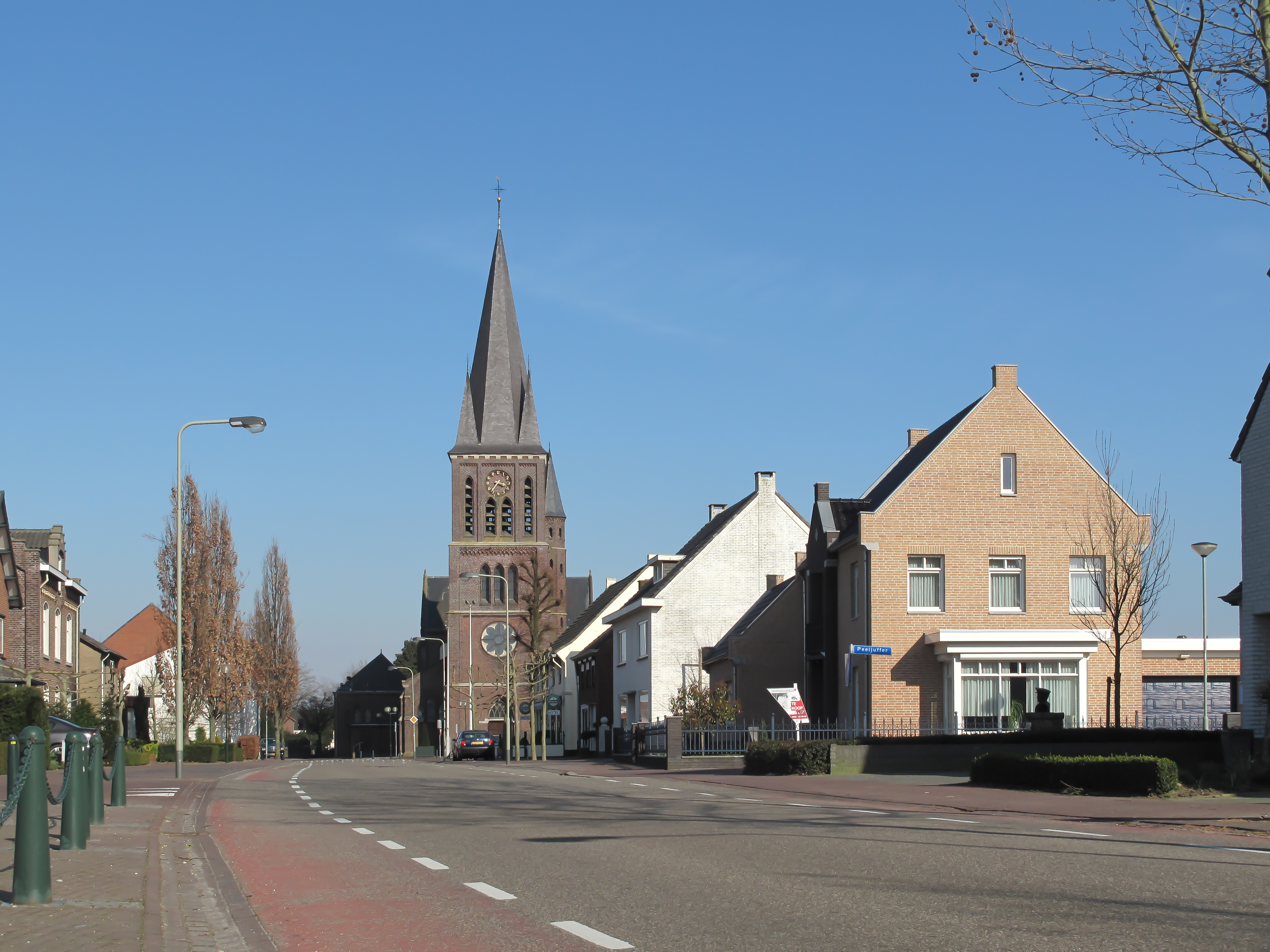
Ospel, la iglesia (Onze Lieve Vrouwe Onbevlekt Ontvangen) en la calle
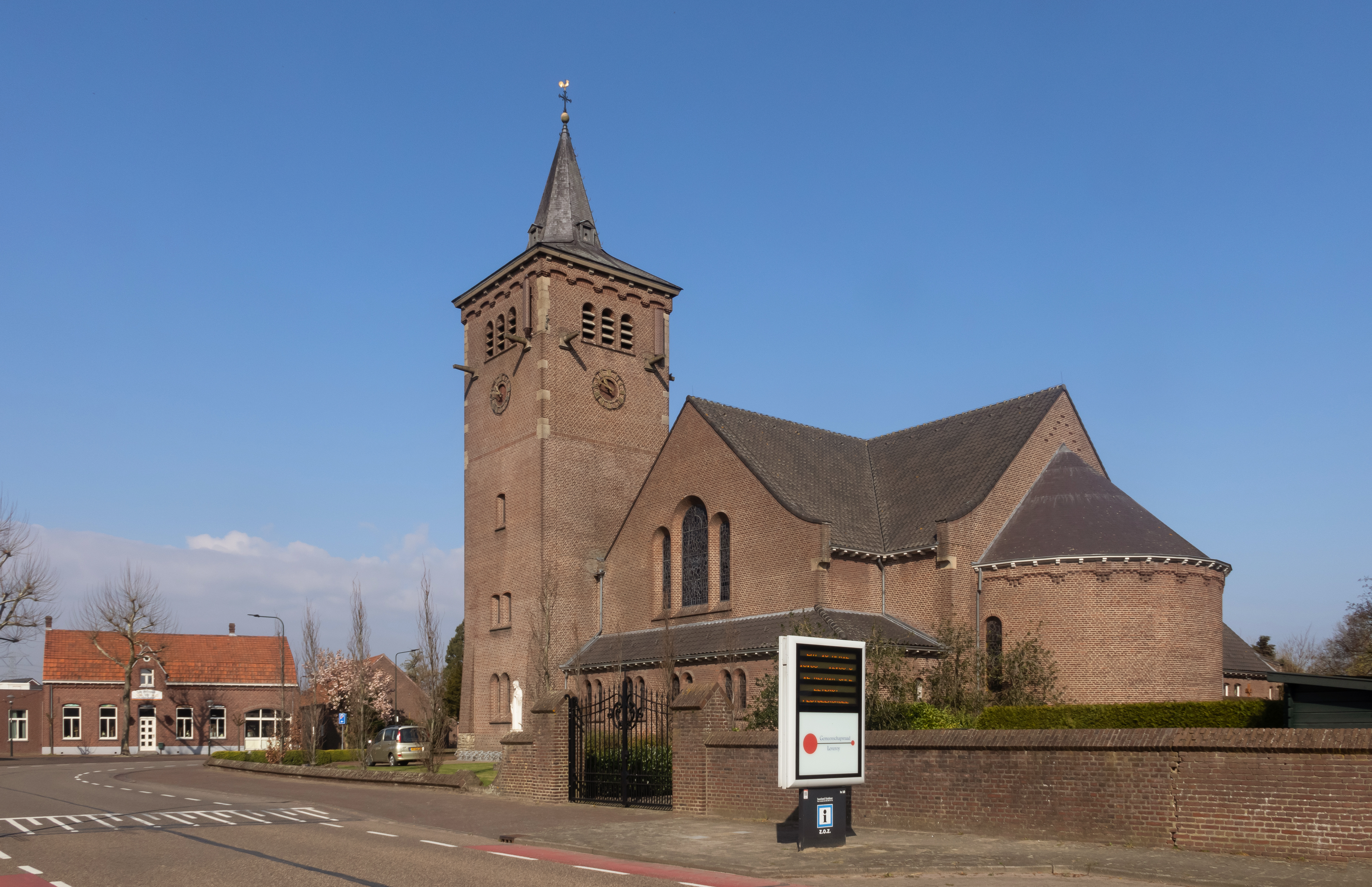
Leveroy, la iglesia: la Sint-Barbarakerk
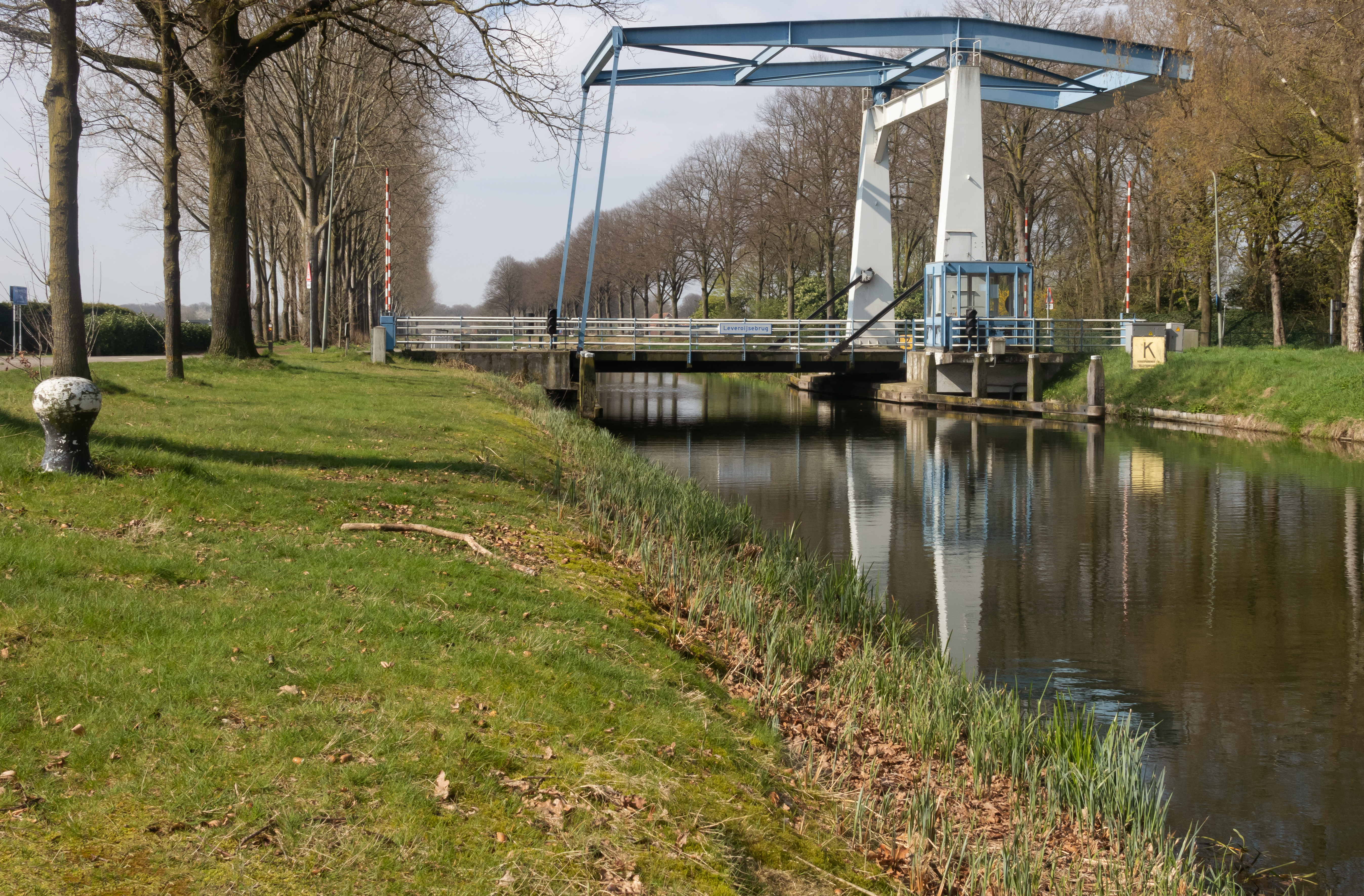
Nederweert-Eind, el puente levadizo: el Leveroijsebrug